# Museu basc i de la història de Baiona
El museu basc i de la història de Baiona present una col·lecció historiogràfica i etnogràfica consagrada al País basc a França. Allò va del diari del pastor i de l'agricultor des de la protohistòria, de les eines, de les arts domèstica i tradicionals, de les pintures, dels jocs i danses, passant per la identitat basca a través dels segles.
Situat a Baiona, ha rebut l'any 2003 l'etiqueta museu de França i és gestionat des de 2007 pel Sindicat mixt del museu basc constituït per la ciutat de Baiona, l'aglomeració Costa Basque-Adour i el consell general dels Pirineus-Atlàntics.

## Situació
| « | Hemen sartzen dena bere etxean da | » |

```
-"Qui entra aquí està a casa"-
```

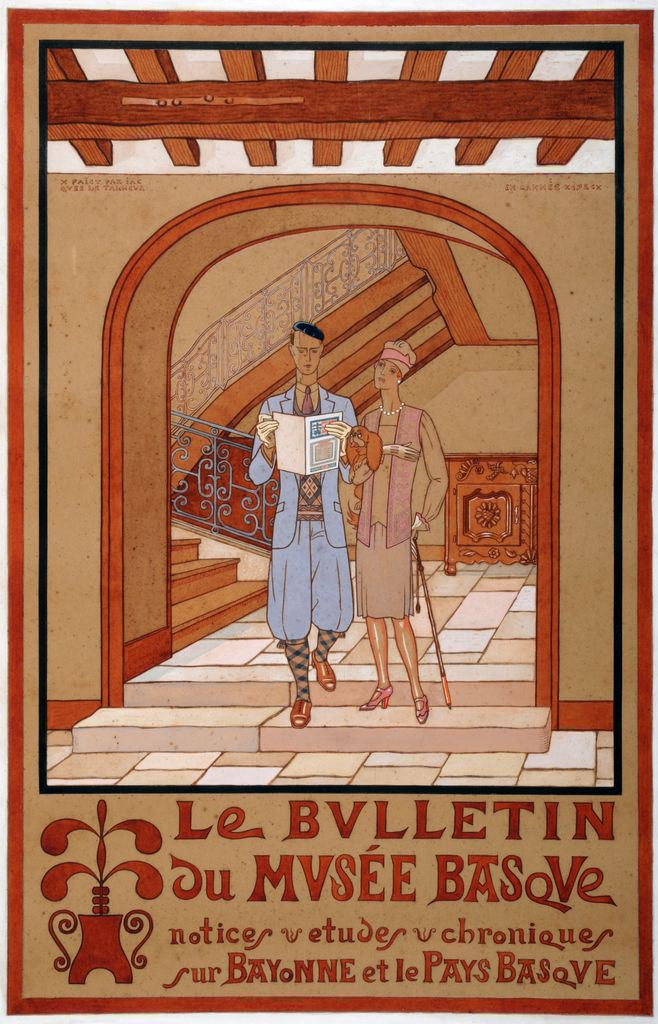
L'interior de la casa Dagourette representat per Jacques Le Tanneur

Instal·lat des de 1924 sobre el moll dels Corsaris a Baiona, a la casa Dagourette, estada burgesa de la fi del  XVI (protegida pels monuments històrics des de 1991), el museu basc i de la història de Baiona protegeix la més important col·lecció etnogràfica consagrada al País basc a França.
Objectes i obres d'art, recaptats per a la majoria al començament del  XX, testifiquen del funcionament de la societat basca a l'alba dels grans canvis del món contemporani. Conta també la història de Baiona, port marítim i fluvial, conflueixen cultures basca, gascona i jueva.

## Museu de societat i d'història
Des de la renovació del museu l'any 2001, l'exposició permanent es desplega sobre tres nivells, el conjunt sent organitzat al voltant d'un vast pou de dia, argialde, concebut sobre el model de les vidrieres pentinant les escales de les cases baioneses tradicionals. La secció etnogràfica és allotjada principalment als antics magatzems portuaris dels quals l'arquitectura utilitària està en harmonia amb les col·leccions. La secció d'art i història ocupa els pisos de la casa del negociant Dagourette, beneficiant-se de la llum natural dispensada per obertures creades en teulada.

## Exposició permanent
La museografia realitzada per Zen+dCo, taller Zette Cazalas, escenifica una selecció de 3 000 objectes, repartits en 20 sales temàtiques. Sobri i contemporània, presenta els objectes sols o en sèrie, a vitrines o sobre sòcols, acompanyats de textos trilingües (francesos, basc i espanyol) o de documents iconogràfics que en necessiten l'ús. Matèries, colors, ombra i llum creen un univers propici al descobriment sensible a les impressions i a l'imaginari.

## Biblioteca
Eina de primer ordre per als investigadors i aficionats d'història local i d'etnologia, la biblioteca creada al mateix temps que el museu és la més important de França en relació amb el domini basc.
Proposa llibres i dels periòdics sobre la història, l'art, la civilització i la literatura basca. Conserva un fons preciós comprenent sobretot manuscrits de pastorals i dels llibres en basc dels segles XVI i XVII.

## Societat dels amics del Museu basc
Creada l'any 1956, aquesta associació i societat sàvia sent sobretot: ⁣
| « | contribuer à l'enrichissement des collections, à l’animation et au rayonnement du Musée Basque et de l’Histoire de Bayonne [et elle] regroupe toutes les personnes intéressées par le patrimoine basque et par la diversité culturelle de la région. Elle apporte son soutien aux études qui s’y rapportent | » |

 (extret de l'article 2 dels seus estatuts)
La societat edita i publica el Butlletí del Museu basc. Aquesta publicació existeix des de 1924